# Antonio Tarazona
Antonio Tarazona y Blanch (1843, Sedaví, Valencia - 1906, Madrid) fue un astrónomo español, hermano del también astrónomo Ignacio Tarazona.
Fue profesor de Astronomía Física en la Universidad Central. Publicó una refundición de la Arithmétique décimale, de Cauchy. Además, publicó: Tablas de ocultaciones de estrellas por la Luna, y Observaciones de la estrella Nova Aurigae, en la constelación del Cochero.
- Datos: Q8201734